# Samsung Galaxy S7
Samsung Galaxy S7 — смартфон сьомого покоління лінійки Galaxy S, анонсований 21 лютого 2016 року.
Ця модель досить схожа на попередню модель — Samsung Galaxy S6.
Станом на 29 червня 2016 року Samsung Galaxy S7 коштувала в Україні від 19999 гривень (Цитрус, MOYO, Алло та Rozetka).
На початку лютого 2017 року компанія знизила ціну на свої топ-моделі на 2 і 3000 гривень відповідно. Тепер найдешевша модель стала коштувати 13 999 грн. Це зроблено, щоб полегшити вихід на ринок нової моделі — Samsung Galaxy S8, яка має вийти на початку 2017 року.

## Технічні дані

### Апаратне забезпечення
Смартфон має 64-бітовий восьмиядерний процесор Exynos 8890, виконаним по 14 нм процесу. Як графічний процесор встановлений Mali-T880MP12. Для деяких ринків компанія також випустила пристрої на чипсеті Snapdragon 820 в парі з графічним процесором Adreno 530.
Оперативна пам'ять складає 4 ГБ, тип LPDDR4. Апарат має 32 або 64 ГБ постійної вбудованої пам'яті (з них 8 ГБ зайняті операційною системою і встановленими програмами), версії на 16 ГБ немає. На відміну від Galaxy S6, з'явився слот карт microSD до 200 ГБ, який, в свою чергу, може бути і слотом для другої SIM-карти (тільки для моделей Duos, де така можливість передбачена, наприклад, модель 930F не підтримує другу сім-карту, а модель 930FD — підтримує). Ємність акумулятора Galaxy S7 становить 3000 мАг, Galaxy S7 Edge — 3600 мАг. Обидві моделі підтримують бездротову зарядку.
У гаджетах використовується дисплей, виконаний за технологією Super AMOLED з роздільною здатністю Quad HD. Дисплей смартфона має показник щільності пікселів 576 ppi (пікселів на дюйм).

### Програмне забезпечення
У Samsung Galaxy S7 встановлена операційна система від Google: Android 6.0.1 Marshmallow, з інтерфейсом TouchWiz від Samsung.
На офіційній презентації не було оголошено про одну корисну функцію, яка здатна перетворити смартфон в переносну точку доступу до бездротової мережі. Пізніше про це повідомили представники італійського спільноти HDBlog, які провели всебічне тестування флагмана. Вони заявили, що новинки S-серії можуть перетворитися в мобільний роутер, здатний роздавати Wi-Fi іншим пристроям. Для цього необхідно включити функцію Enable Wi-Fi Sharing в налаштуваннях бездротового підключення.

### Нагороди
Через місяць після офіційного анонсу, Samsung Galaxy S7 за версією Consumer Reports був визнаний кращим смартфоном світу. Високу оцінку дали відмінному часу автономної роботи, прекрасному дисплею, камері і потужному процесору. Крім того, Consumer Reports відзначили появу microSD і захист від пилу і вологи.

## Відвантаження і виробництво
Samsung Galaxy S7 Edge займав 5-те місце за об'ємами відвантаження у 2016 році. Його відвантажили у кількості 23 млн (iPhone 6S — перше місце із 50 млн шт), а Samsung Galaxy S7 займає лише 9 місце.

## Підробки
Через свою популярність модель підробляється китайськими, корейськими, тайванськими та іншими виробниками телефонів. Існують як дешеві підробки з ціною від 1000 гривень і які мають досить малу схожість з оригіналом (як правило, лише корпус апарату) до дорогих (з ціною у 4 000 — 5 000 гривень), що мають більшість характеристик моделі, за винятком особливо дорогих і затратних, наприклад, сканер відбитків пальця. Як правило, камера й інші характеристики ідентичні, навіть коробка, шнур, зарядний пристрій такі ж. Підробки називають копіями, хоча, фактично, можна стверджувати (і то з деяким допуском), що лише дорогі підробки можна так називати.